# Myliobatis longirostris
Myliobatis longirostris là một loài cá thuộc họ Myliobatidae. Loài này có ở Colombia, Costa Rica, Ecuador, El Salvador, Guatemala, Honduras, México, Nicaragua, Panama, and Peru. Các môi trường sống tự nhiên của chúng là shallow seas, subtidal aquatic beds, estuarine waters, intertidal đầm lầy, and coastal saline lagoons.

## Hình ảnh

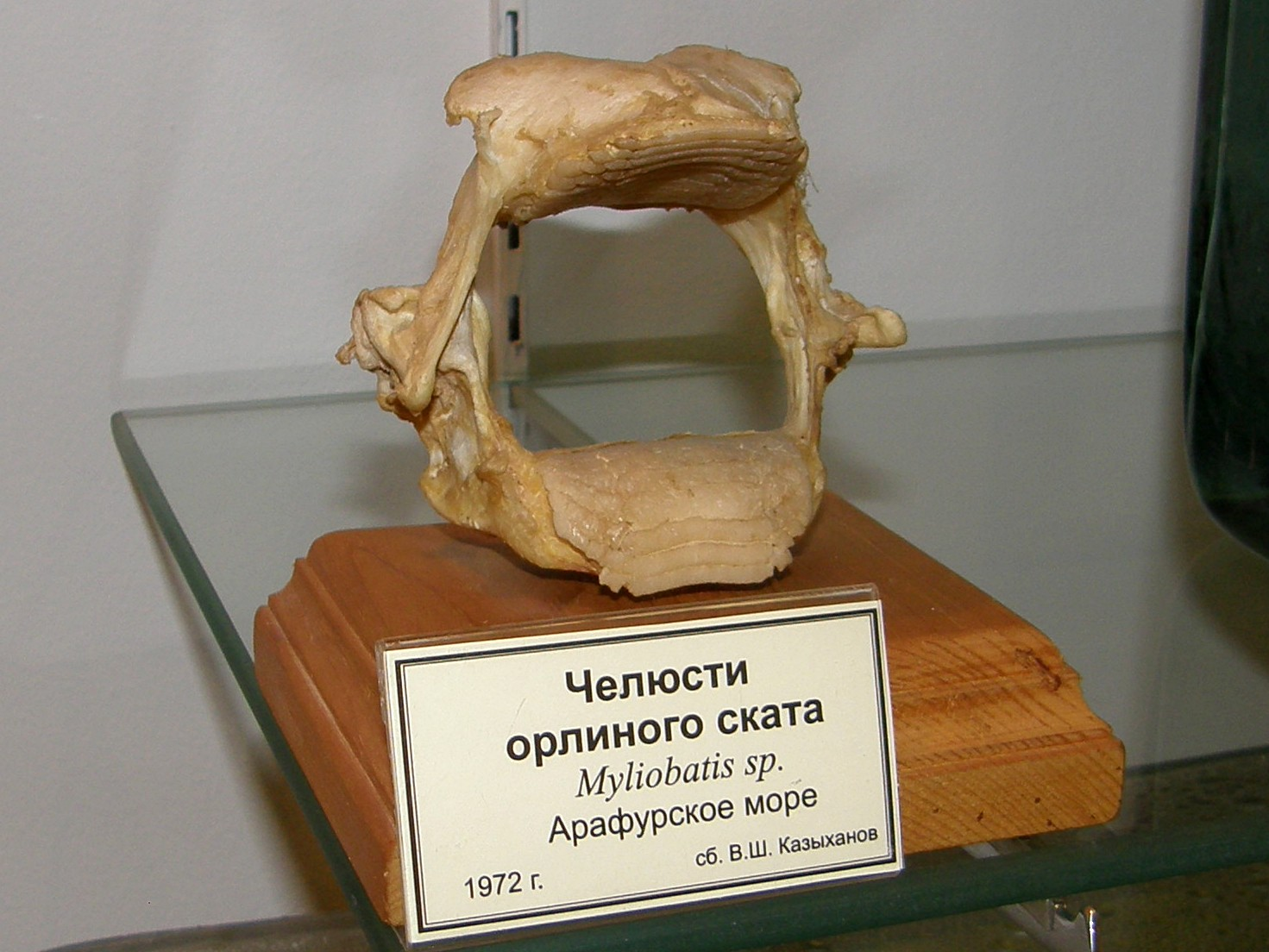
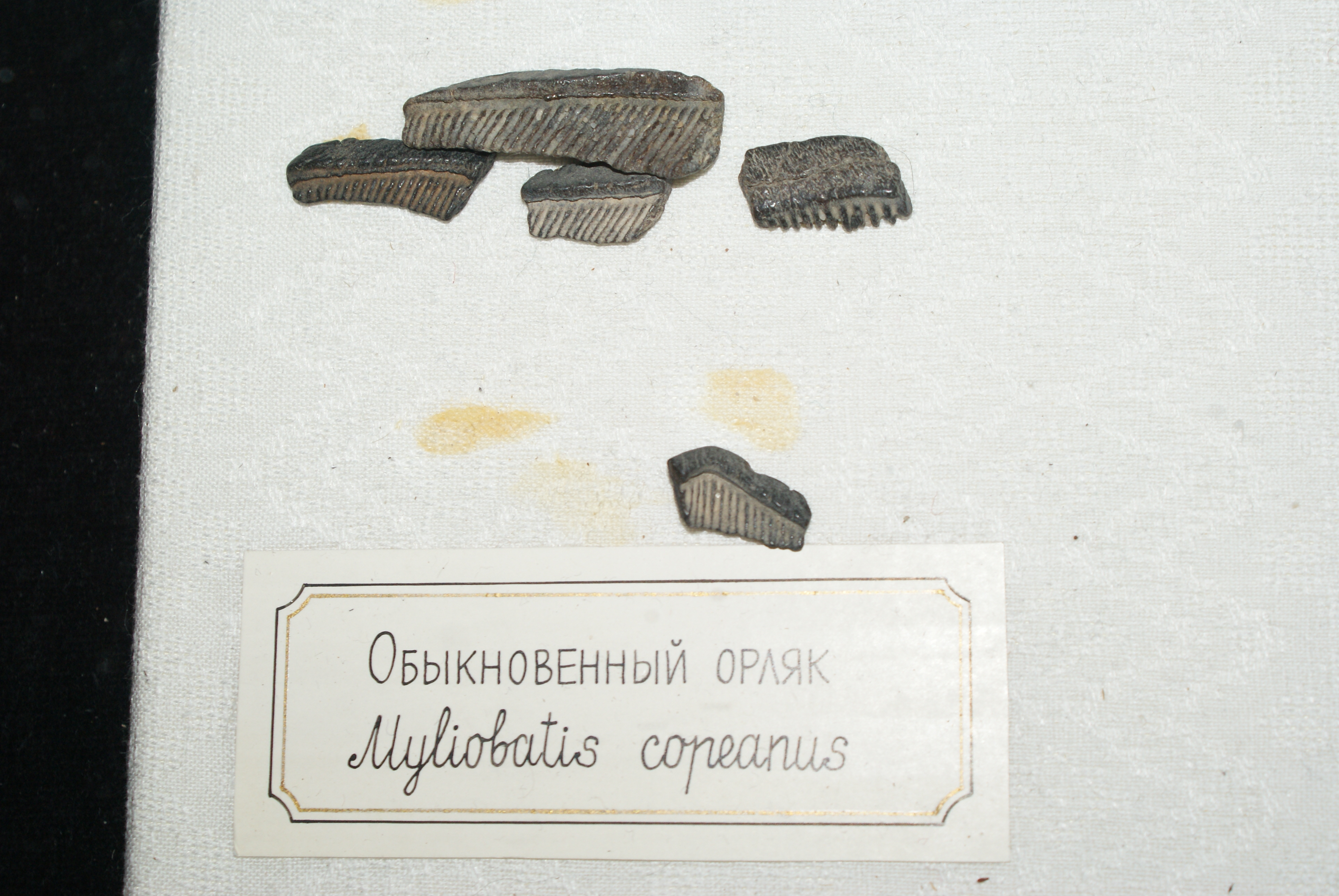